# Tomoaki Makino
Tomoaki Makino (japonsko 槙野 智章), japonski nogometaš, *11. maj 1987.
Za japonsko reprezentanco je odigral 38 uradnih tekem.